# Physotrichia heracleoides
Physotrichia heracleoides är en flockblommig växtart som beskrevs av H.Wolff. Physotrichia heracleoides ingår i släktet Physotrichia och familjen flockblommiga växter. Inga underarter finns listade i Catalogue of Life.